# Taggborre
Taggborre (Solanum rostratum) är en art i familjen potatisväxter med utbredning i nordvästra, centrala och södra USA till norra och centrala Mexiko. Odlas ibland som ettårig sommarblomma i Sverige.

## Synonymer
- Androcera lobata Nutt.
- Androcera rostrata (Dunal) Rydb.
- Ceranthera heterandra (Pursh) Raf.
- Nycterium flavum Lindl.
- Nycterium heterandrum (Pursh) Heynh.
- Nycterium lobatum (Nutt.) Sweet
- Nycterium luteum Steud.
- Nycterium rostratum (Dunal) Link
- Solanum bejarense Moric. ex Dunal
- Solanum chrysacanthum Dunal
- Solanum cornutum Dunal nom. inval.
- Solanum heterandrum Pursh
- Solanum heterodoxum Andrieu ex Dunal
- Solanum hexandrum Steud. nom. inval.
- Solanum propinquum M.Martens & Galeotti
- Solanum rostratum var. subintegrum Fernald